# Kunstnerbyen i Hjortekær
Kunstnerbyen i Hjortekær er en bebyggelse bestående af 12 dobbelthuse, som ligger på Gadevangen 7A-23 i Lyngby-Taarbæk Kommune. Bebyggelsen er tegnet af arkitekten Søren Leer-Jacobsen. Byggeriet blev påbegyndt i 1955, og indflytningen fandt sted i løbet af 1956. Hvert enkelt hus rummede oprindeligt både atelier og beboelse. Beboerne var kunstere inden for mange forskellige retninger, f.eks. tegnere, malere, keramikere og billedhuggere, og alle havde deltaget i hele byggeprocessen fra grundene blev udstykket til selve udførelsen af byggeriet. Den mest kendte kunstner, der har boet i Kunstnerbyen, er nok maleren Egill Jacobsen (1910-1998).
|  | Denne artikel om lokaliteten Kunstnerbyen i Hjortekær kan blive bedre, hvis der indsættes et (bedre) billede. Du kan hjælpe ved at afsøge Wikimedia Commons for et passende billede eller lægge et op på Wikimedia Commons med en af de tilladte licenser og indsætte det i artiklen. |

55°47′33″N 12°32′22″Ø / 55.79250°N 12.53944°Ø